# 萧健 (1920年)
萧健（1920年7月19日—1984年2月20日），男，湖南长沙人，中国高能物理、宇宙线物理、实验核物理学家。

## 生平
1920年出生在湖南长沙，1944年毕业于国立西南联合大学。1950年获美国加州理工学院科学硕士学位。1980年当选为中国科学院学部委员(院士)。曾任中国科学院高能物理研究所研究员。主要从事基本粒子物理实验方面的研究并取得重要成果。